# سایالی بگت
سایالی بگت (به انگلیسی: Sayali Bhagat)(زاده ۱ ژانویه ۱۹۸۴) بازیگر هندی است.
از فیلم‌هایی که وی در آن نقش داشته است می‌توان به قطار، زندان و دوستی اشاره کرد.